# Ösans naturreservat

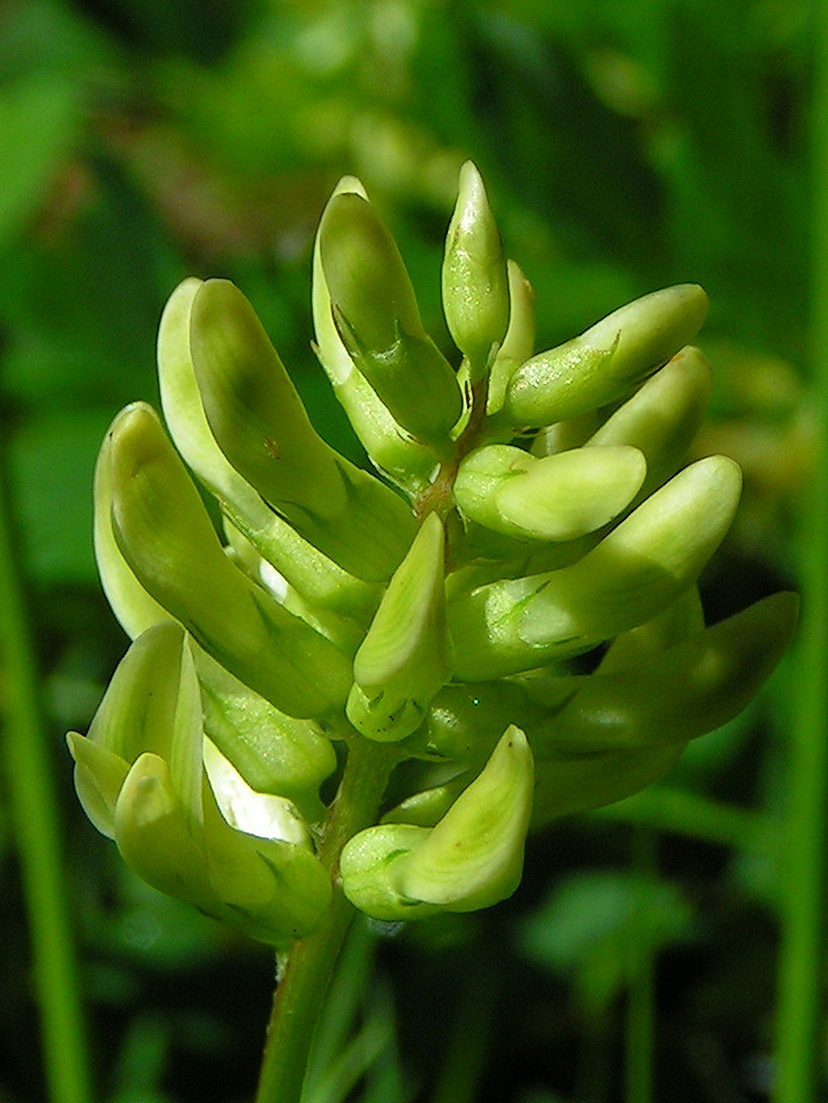
Sötvedel

Ösan är ett naturreservat i Bengtsfors kommun i Dalsland.
Raturreservat ligger öster om Billingsfors på en halvö i Laxsjön. Det är skyddat sedan 2011 och omfattar 35 hektar. Bengtsfors kommun står som naturvårdsförvaltare.
Inom området finns en varierad natur med lättvandrade stigar. Här finns gamla grova lövträd, bland annat ek, lind, lönn, sälg och asp. Även grova äldre tallar och granar förekommer.  
I floran kan man hitta trolldruva, sötvedel, ormbär, glansnäva, kungsmynta, hässleklocka och blåsippa. Bland de fåglar som förekommer kan mindre hackspett, fiskgjuse, grönsångare, och rödstjärt nämnas.